# Corrado Fabi
Corrado Fabi (Milão, 12 de abril de 1961) é um ex-automobilista italiano de Fórmula 1. Ele é irmão mais novo de Teo Fabi também ex-automobilista de Fórmula 1. Disputou a temporada de 1984 da CART.